# Hampea reynae
The Majagua (Hampea reynae) là một loài thực vật có hoa thuộc họ Malvaceae.